# Leonardo Bellini

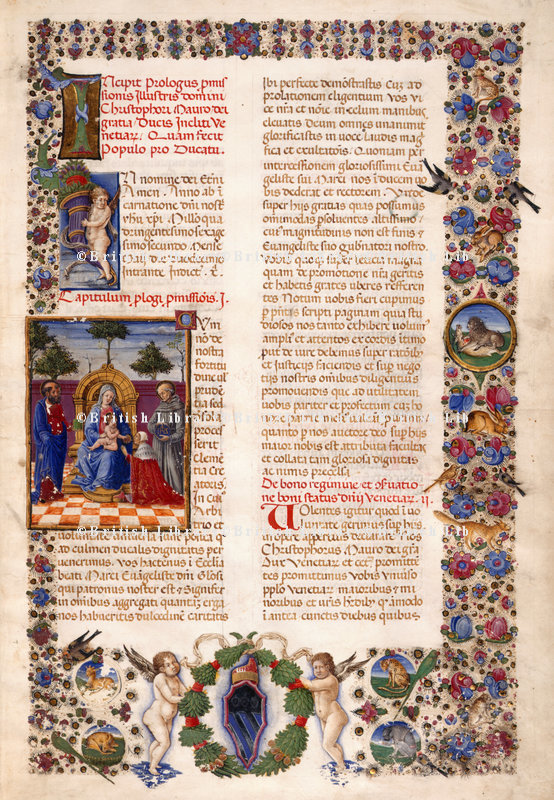
Leonardo Bellini (documentato), Promissione ducale di Cristoforo Moro (Add. MS. 15816), f. 5r, 1462, British Library, Londra.

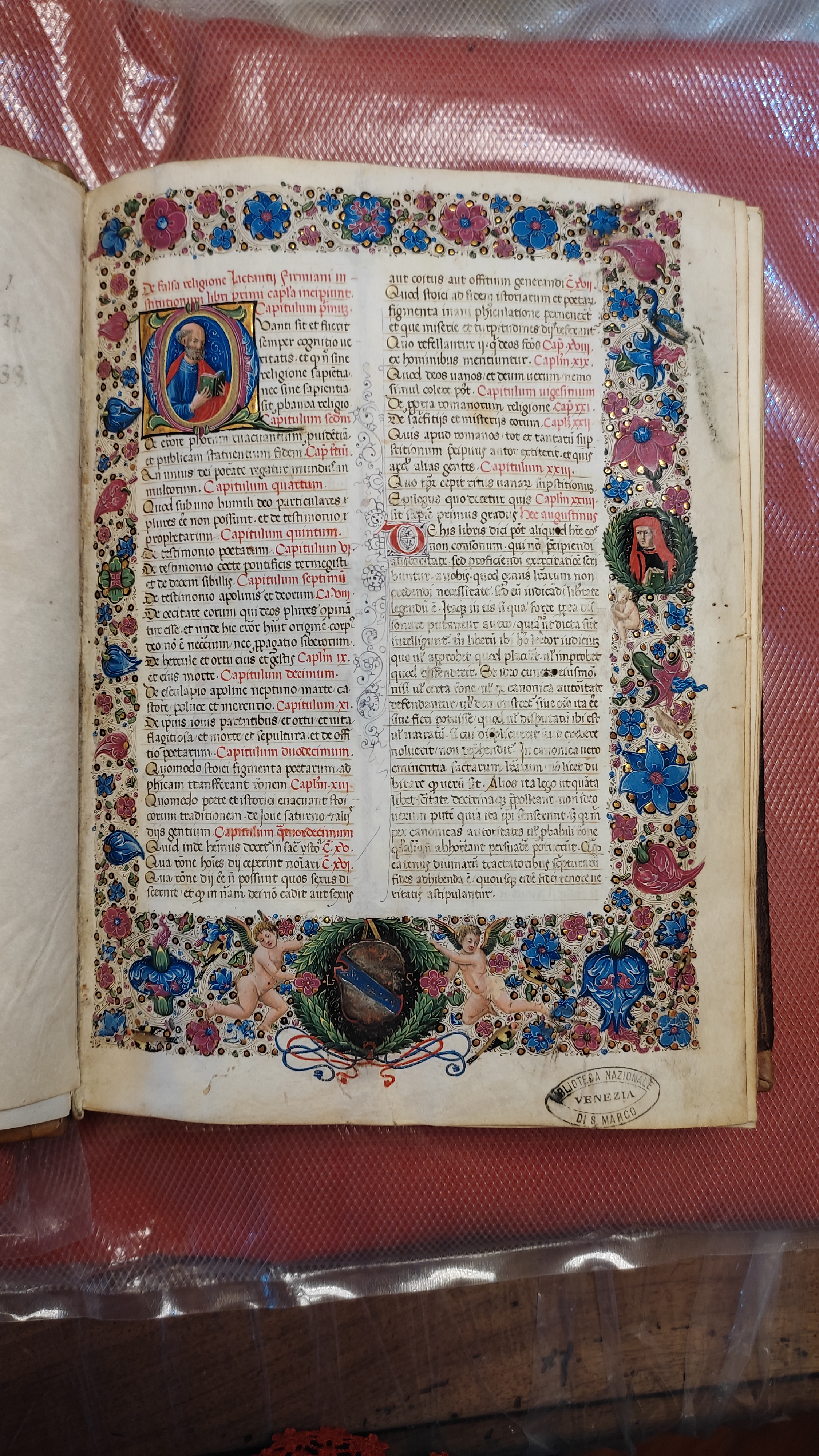
Leonardo Bellini (documentato), Lattanzio, Raccolta di opere (Ms. Lat. II, 75 = 2198), f. 1r, 1457, Biblioteca nazionale Marciana, Venezia

Leonardo Bellini (Venezia, circa 1423-1425 – ...) è stato un miniatore e pittore italiano.

## Biografia
Leonardo era figlio di una sorella di Jacopo Bellini e dopo la morte dei suoi genitori, Elena Bellini e Paolo Remario, è adottato da suo zio e prende il suo cognome.
Dopo un tempo di apprendistato nella bottega dello zio, lavorò con lui per almeno due anni come risulta dal primo documento che lo menziona: un atto notarile del 18 agosto 1423 con cui Jacopo si impegnava a retribuire Leonardo, che da dodici anni teneva presso di sé come un figlio. In altri documenti del 1469 e del 1479 è citato come testimone in procedimenti giudiziari a Venezia. I due ultimi documenti che lo riguardano sono due mariegole che lo menzionano come membro della Scuola di San Rocco nel 1484 e della Scuola Grande di San Giovanni Evangelista nel 1500.
Il principale lavoro attribuito a Leonardo sono circa 200 miniature della Rothschild Miscellanea, un manoscritto in lingua ebraica, contenente 70 testi di carattere sia religioso che secolare su 473 fogli; attualmente il manoscritto è conservato presso l'Israel Museum di Gerusalemme (MS. 180/51). Il primo lavoro conservato e attribuito con certezza era la Promissione dogale di Cristoforo Moro, che risulta pagata al miniatore quattro ducati d'oro il 7 dicembre 1463 da un documento scritto da Ulisse degli Aleotti, notaio della Cancelleria ma anche poeta e amico di Jacopo Bellini. Il manoscritto ora si trova nella British Library di Londra (Add. MS. 15816). Questo documento ha permesso la costituzione di un primo corpus di opere e un secondo ha permesso di attribuire con certezza le miniature di un documento del circolo umanista di Padova. Infatti, si trova nel Libro di conti di Leonardo Sanudo un pagamento datato del 1457 a "Lunardo miniador" per le miniature di una raccolta delle opere di Lattanzio copiate dallo stesso Sanudo qualche mese prima. Questo manoscritto conservato nella Biblioteca Nazionale Marciana di Venezia (Ms. Lat. II, 75 = 2198) ha permesso di aumentare ancora il corpus di opere e di confermare l'importanza di questo artista nel Veneto.

## Opere
Manoscritti miniati attribuiti dalla documentazione:
- Lattanzio, Raccolta di opere (Ms. Lat. II, 75 = 2198), 1457, Biblioteca nazionale Marciana, Venezia.
- Promissione ducale di Cristoforo Moro (Add. MS. 15816), 1462, British Library, Londra.

Manoscritti miniati attribuiti a Leonardo Bellini e alla sua bottega o a un collaboratore su criteri stilistici, alcune con molto incertezze:

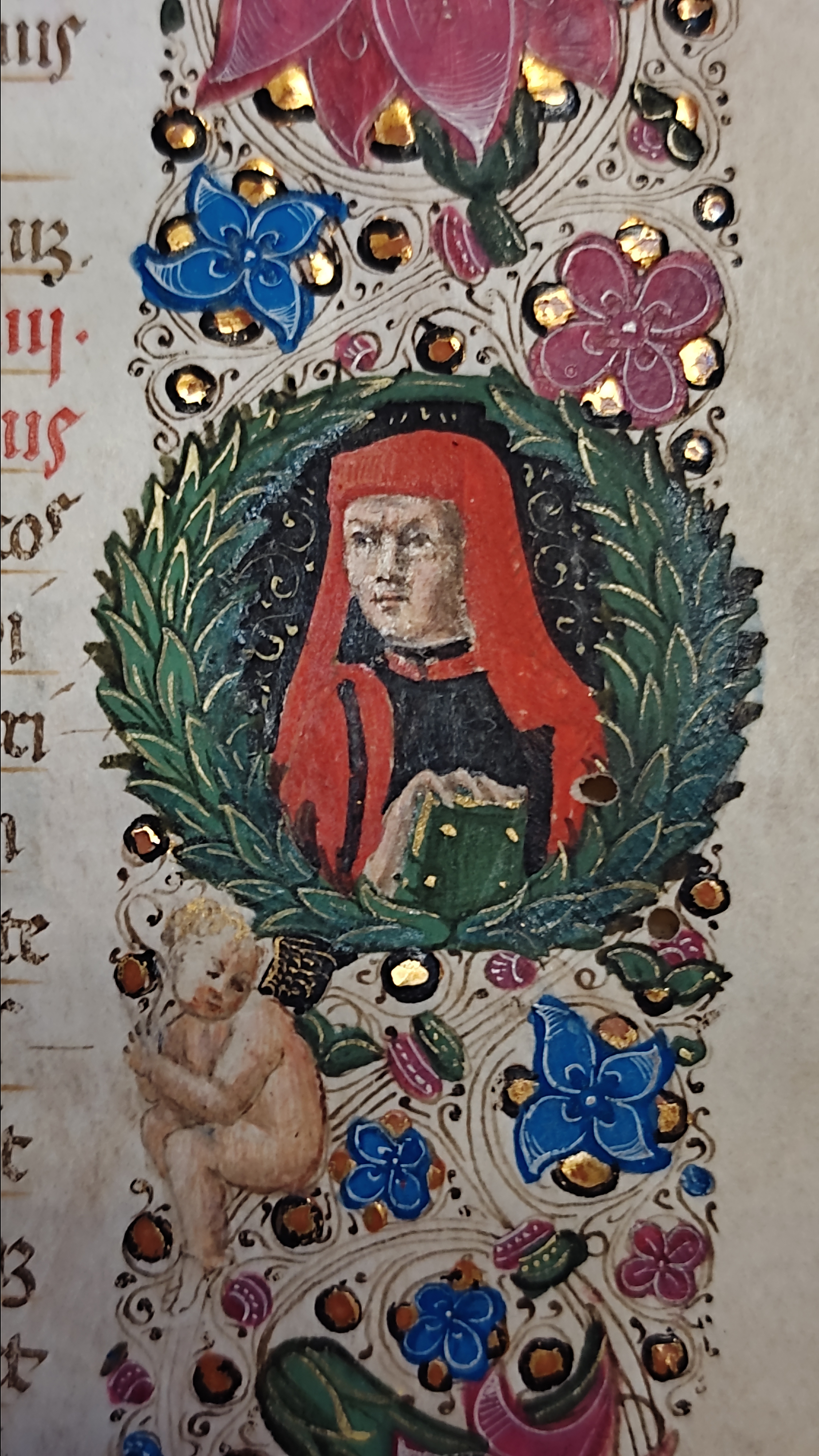
Leonardo Bellini (documentato), Lattanzio, Raccolta di opere (Ms. Lat. II, 75 = 2198), dettaglio del ritratto di Lattanzio del f. 1r, 1457, Biblioteca nazionale Marciana, Venezia

- Libro d'Ore (Ms. 889), circa 1430-1450, Biblioteca comunale, Treviso.Leonardo Bellini (documentato), Lattanzio, Raccolta di opere (Ms. Lat. II, 75 = 2198), dettaglio del ritratto di Lattanzio del f. 1r, 1457, Biblioteca nazionale Marciana, VeneziaPassio Mauritii (Ms. 940), 1453, Bibliothèque nationale de France à l'Arsenal, Parigi.
- Psalterium (Ms. Lat. 112), circa 1457, Orszagos Széchényi Könyvtar, Budapest.
- Bibbia [prima parte] (Ms. Lat. I, 16), 1457, Biblioteca nazionale Marciana, Venezia.
- Bibbia [seconda parte] (Ms. Lat. II, 17), 1457, Biblioteca nazionale Marciana, Venezia.
- Missale Romanum (Ms. Canon. Liturg. 371), circa 1457, Bodleian Library, Oxford.
- Psalterium Augustinium (Ms. Canon. Liturg. 8), circa 1450-1461, Bodleian Library, Oxford.
- Commissione di Nicolo Bernardo (Ms. 647), 1458, Library of the Earl of Leicester, Holkham Hall.
- Psalterium et cantica canticorum, circa 1460, Collezione privata.
- Tolemeo, Cosmografia (Ms. 140), circa 1460, Library of Eton College, Cambridge.
- Boccaccio, Comedia delle ninfe fiorentine, anche detto Ameto (Hdschr. 370), circa 1460, Staatsbibliothek, Berlino.
- Breviarium (SC-MS. 91), circa 1460, Biblioteca Gambalunga, Rimini.
- Bibbia (Ms. 21), 1461, Biblioteca del Seminario Vescovile, Padova.
- Breviarium fratrum minorum, (Ms. 4), circa 1460-1465, Hofbibliothek, Aschaffenburg.
- Commissione di Lorenzo di Giovanni (Ms. 126), 1462, Public Library, New York.
- Commissione di Cristoforo Moro a Domenico Diedo (Ms. 2.b.2.5), 1464, Isabella Stewart and Gardner Museum, Boston.
- Tito Livio, Ab urbe condita (Ms. Burney 201), circa 1464, British Library, Londra.
- Giacomo da Milano, Stimulus amoris (Ms. 32), terzo quarto del secolo XV, Biblioteca Antoniana, Padova.
- Commissione di Nicolo Marcello (Ms. Lat. X, 238), 1466, Biblioteca nazionale Marciana, Venezia.
- Commissione di Ludovico Foscarini (Ms. CL. III, 15), 1468, Biblioteca del Museo Correr, Venezia.
- Mariegola della Scuola di San Girolamo (Ms. CL. IV, 113), circa 1465-1470, Biblioteca del Museo Correr, Venezia.
- Maïmonides, Mischne Tora (Cod. Ross. 498), circa 1470, Biblioteca apostolica vaticana, Vaticano.
- Alberti, Hecatomphila (Ms. Canon. Ital. 76), circa 1470, Bodleian Library, Oxford.
- Libro d'Ore Romano (Ms. Canon. Liturg. 141), circa 1470, Bodleian Library, Oxford.
- Libro d'Ore (Ms. 149), circa 1470-1475, Fitzwilliam Museum, Cambridge.

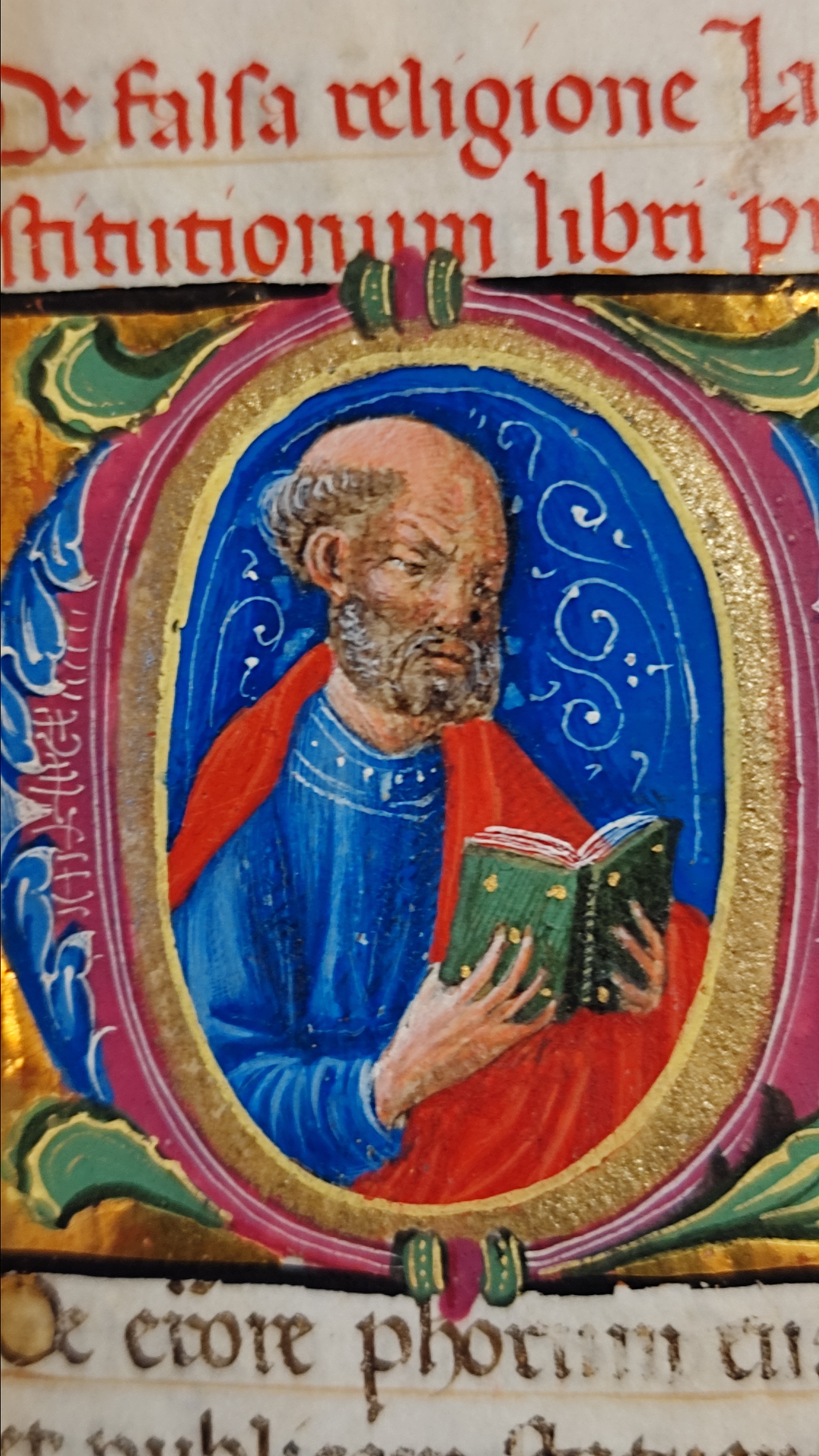
Leonardo Bellini (documentato), Lattanzio, Raccolta di opere (Ms. Lat. II, 75 = 2198), dettaglio dell'iniziale del f. 1r, 1457, Biblioteca nazionale Marciana, Venezia

- Leonardo Bellini (documentato), Lattanzio, Raccolta di opere (Ms. Lat. II, 75 = 2198), dettaglio dell'iniziale del f. 1r, 1457, Biblioteca nazionale Marciana, Venezia Tommaso d'Aquino, Commentatori dell'Estetica di Aristotele, circa 1470-1480, Collezione privata.
- Promissione ducale di Nicolo Marcello (Ms. CL. III, 322), 1473, Biblioteca del Museo Correr, Venezia.
- Commissione di Nicolo Marcello a Andrea Lion (Ms. Lat. X, 358), 1473, Biblioteca nazionale Marciana, Venezia.
- Commissione di Nicolo Marcello a Giovanni di Cresio da Molin (Ms. Lat. X, 272), 1474, Biblioteca nazionale Marciana, Venezia.
- Mariegola della Scuola dei Centurieri (Ms. CL. IV, 146), dopo 1474, Biblioteca del Museo Correr, Venezia.
- Piccolo Ufficio della Vergine (Ms. 222), 1475, Biblioteca Guarneriana, San Daniele del Friuli.
- Mariegola della Scuola dei Mascoli (N° 32), 1476, Biblioteca del Museo Diocesano, Venezia.
- Rotschild Miscellanea (Ms. 180/051), circa 1470-1480, Museo di Israele, Gerusalemme.
- Agostino di Ancona, Summa de Ecclesiastica Potestate (Ms. Phillipps 3618), circa 1470-1480, Yale Law Library, New Haven.
- Breviarium franciscanum, circa 1472-1481, Collezione privata
- Commissione ducale di Andrea Vendramin a Nicolo Muazzo (Ms. CL. III, 59), 1478, Biblioteca del Museo Correr, Venezia.
- Mariegola della Scuola di Santa Maria Nova (Ms. M. 428), circa 1456, Morgan Library and Museum, New York.
- Raccolta di prescrizioni e benedizioni ebraici (Cod. in scrin. 132), circa 1480, Staats- und Universitätsbibliothek, Hamburg.
- Commissione di Leonardo Contarini (Ms. CL. III, 314), Biblioteca del Museo Correr, Venezia.
- Ibn Butlan, Tacuinum Sanitatis (Cod. 2396), circa 1490, Österreichische Nationalbibliothek, Vienna.

Incunaboli miniati su pergamena attribuiti a Leonardo Bellini e sua bottega su criteri stilistici:
- Nicolas Jenson, Breviarium Romanum. Ed. Georgius de Spathariis (Inc. 118), 1478, Edimburg, Scozzia.
- Nicolas Jenson, Breviarium Romanum. Ed. Georgius de Spathariis (Vélins-129), 1478, Bibliothèque nationale de France, Parigi.

Mappa miniata attribuita a Leonardo Bellini su criteri stilistici:
- Il "Paradiso terrestre" nel Mappamondo di Fra Mauro, circa 1448-1459, Biblioteca nazionale Marciana, Venezia.

Dipinti su tavola attribuiti a Leonardo Bellini su criteri stilistici:
- La Derisione di Cristo (N° 6311), circa 1445-1450, Collezione Cini, Venezia.
- Santa Orsola e quattro vergine (N° 188), circa 1470, Gallerie dell'Accademia, Venezia.
- Predella con tre scene della vita di Drusiana e di san Giovanni Evangelista (N° BI34), circa 1480, Schlossmuseum, Berchtesgaden.